# Oxyopes bicorneus
Oxyopes bicorneus là một loài nhện trong họ Oxyopidae.
Loài này thuộc chi Oxyopes. Oxyopes bicorneus được miêu tả năm 2005 bởi Zhang & Zhu.